# 2000年12月逝世人物列表
2000年逝世人物列表：1月 - 2月 - 3月 - 4月 - 5月 - 6月 - 7月 - 8月 - 9月 - 10月 - 11月 - 12月
2000年12月逝世人物列表，是用於匯總2000年12月期間逝世人物的列表。

## 依日期排序

### 1日
- 摩西·阿布拉莫維茨，88歲，美國經濟學家。[1]
- 羅伯特·V·巴倫，67歲，美國電視和電影導演。[2]
- 尼爾·克里克，60歲，美國管風琴家和爵士作曲家。[3]
- 傑克·海明威，77歲，加拿大裔美國飛釣者，作家，小說家歐內斯特·海明威的兒子。[4]
- Elmer E. Rasmuson，91歲，美國銀行家，慈善家和政治家，死於心臟衰竭。[5]
- 特里·威爾舒森，51歲，美國棒球運動員。[6]

### 2日
- 克裡斯·安特利，34歲，美國騎師（賽車名人堂）（1991年，1999年肯塔吉德比冠軍），吸毒過量而死。[7]
- 蓋爾·費舍爾，65歲，美國女演員（曼尼克斯），死於腎功能衰竭。[8]
- 羅斯瑪麗·弗蘭克蘭，57歲，威爾士女演員，模特和選美皇后，吸毒過量而死。
- 阿方索·巴蘭特斯·林甘，73歲，秘魯政治家。
- 彼特·羅德裡格斯，67歲，美國薩爾薩舞歌手，死於心臟病發。
- 西奧多·羅普，89歲，美國歷史學家。[9]
- 庫爾特·施密德，68歲，瑞士賽艇運動員和奧運獎牌得主。[10]
- 邁克爾·舒曼，54歲，（東部）德國哲學教授和政治家，死於交通事故。
- 丹尼爾·辛格，74歲，波蘭裔美國社會主義作家和記者，死於肺癌。[11]
- 艾米麗·威爾肯斯，83歲，美國時裝設計師。[12]
- 雷·楊，62歲，澳大利亞政治家。
- 比比亞諾·扎皮蘭，81歲，烏拉圭足球運動員。[13]
- 卞之琳，89歲，中國詩人、文學研究者。[14]

### 3日
- 格溫多林·布魯克斯，83歲，美國詩人，癌症。[15]
- 霍伊特·科廷，78歲，美國作曲家和音樂製作人。[16]
- 彼得·丹頓，74歲，澳大利亞撐竿跳高運動員和奧運會選手。[17]
- 克萊特斯·費舍爾，75歲，美國橄欖球運動員。[18]
- 福田純，77歲，日本電影導演，癌症。
- Bobby Kottarakkara，48歲，印度演員，心臟病發作。
- 雷德·農南坎普，89歲，美國棒球運動員。[19]
- 休·愛德華·理查森，94歲，英國外交官和藏學家。[20]
- Miklós Szabó，91歲，匈牙利中長跑運動員和奧運會選手。[21]

### 4日
- 亨克·阿龙，64歲，蘇里南政治家兼總理，心臟驟停。[22]
- HC Artmann，79歲，奧地利詩人和作家，心臟病發作。[23]
- 鐵托·阿雷瓦洛，89歲，菲律賓演員和音樂家。
- 霍里亞·伯內亞，62歲，羅馬尼亞畫家。[24]
- 拉姆·巴哈杜爾·切特里，63歲，印度足球運動員。[25]
- 科林·考德雷，67歲，英國板球運動員。[26]
- 文森特·M·芬內利，80歲，美國影視製片人。
- 吉塞拉·卡恩·格雷瑟，94歲，美國國際象棋棋手。[27]
- 曼努埃爾·利西亞，79歲，古巴歌手，糖尿病。
- 喬·納尼尼，45歲，美國搖滾鼓手，顱內動脈瘤。

### 5日
- 艾哈邁德·扎伊迪·阿德魯斯，74歲，馬來西亞州長。
- 古拉姆·達斯塔吉爾·阿拉姆，巴基斯坦理論物理學家。
- 魯珀特·查爾斯·巴恩比，89歲，美國植物學家。[28]
- 阿爾帕德·格拉茨，61歲，匈牙利籃球運動員。[29]
- 馬修·盧克維亞，43歲，烏干達醫生，死於埃博拉病毒病。
- O. W. Wolters，85歲，英國學者、歷史學家和作家。

### 6日
- 托馬斯·貝貝，59歲，美國劇作家，肺癌。[30]
- 丹尼爾·希特爾，50歲，美國連環殺手和大屠殺兇手，被注射死刑。[31]
- 恩里克·安德森·伊伯特，90歲，阿根廷小說家和短篇小說作家。[32]
- Werner Klemperer，80歲，德國演員、歌手和音樂家，患有癌症。[33]
- Chrystabel Leighton-Porter，87歲，英國模特。
- 阿齊茲·米安，58歲，巴基斯坦卡瓦利人，肝炎並發症。
- Umasashi，85歲，印度孟加拉電影女演員。
- 斯韋托扎爾·武克曼諾維奇，88歲，南斯拉和黑山共產主義政治家。[34]

### 7日
- 第一代奧爾丁頓男爵托比·洛，86歲，英國政治家。[35]
- 愛德華·卡斯特羅，50歲，美國被定罪的殺人犯，被注射死刑。
- 弗拉多·戈托瓦茨，70歲，克羅地亞詩人和政治家，肝癌。[36]
- 列維·傑克遜，74歲，美國橄欖球運動員，第一位擔任耶魯大學隊長的非裔美國人。[37]
- 萊謝克·波德霍羅德茨基，波蘭歷史學家。

### 8日
- 加里·伯格曼，62歲，加拿大冰球運動員。
- Ann T. Bowling，57歲，美國遺傳學家，中風。
- 朱利安·迪克森（Julian C. Dixon），66歲，美國政治家，心臟病發作。[38]
- 約納塔納·約納塔納，62歲，圖瓦盧總理（1999-2000），心臟病發作。
- 查爾斯·伊薩維，84歲，埃及裔美國經濟學家和歷史學家。[39]
- 馬文·萊斯，69歲，美國政治家。[40]
- Milić od Mačve，66歲，塞爾維亞畫家和藝術家。
- 萊昂內爾·羅戈辛，76歲，美國電影製片人。[41]
- 尼爾·施塔布勒，95歲，美國政治家，阿爾茨海默病。[42]

### 9日
- 尤金尼奧·加爾瓦利西，85歲，烏拉圭足球運動員。[43]
- 約翰·霍克，72歲，美國橄欖球運動員，肺癌。[44]
- 瑪麗娜·科謝茨，88歲，美國歌劇歌手和演員。
- Tyrone McGriff，42 歲，美國橄欖球運動員，心臟病發作。[45]
- 薩欽德拉·拉爾·辛格，93歲，印度政治家，特里普拉邦首席部長。
- 比莉·約克，89歲，英國網球運動員。

### 10日
- 保羅·艾弗里，66歲，美國記者，肺氣腫。
- 傑克·考恩，73歲，加拿大足球運動員。
- 迪克·希利，77歲，澳大利亞政治家和體育廣播員。
- Marius B. Jansen，78歲，美國學者、歷史學家。[46]
- 詹姆斯·T·麥克休，68歲，美國羅馬天主教主教。
- 安德烈亞斯·莫拉蒂斯，74歲，希臘足球運動員。[47]
- 托尼·馬爾維希爾，83歲，澳大利亞政治家。
- 威拉德·尼克松，72歲，美國棒球運動員。[48]
- 特雷莎·斯特恩，73歲，美國音樂會鋼琴家、唱片製作人，盧伽雷氏症。[49]
- 瑪麗·溫莎，80歲，美國女演員。[50]
- 何塞·阿瓜斯，70歲，葡萄牙足球運動員。

### 11日
- Pauline Curley，96歲，美國歌舞雜耍和無聲電影女演員，肺炎。
- Shaista Suhrawardy Ikramullah，85歲，巴基斯坦政治家、外交家和作家。
- 大衛·劉易斯，84歲，美國演員。[51]
- 傑克·利博維茨，100歲，美國圖書出版商（DC 漫畫）。[52]
- N.理查德·納什，87歲，美國劇作家。[53]
- 约翰内斯·维罗莱宁，86歲，芬蘭政治家。[54]
- 雷內·惠勒，88歲，法國編劇兼電影導演。[55]

### 12日
- 雷德·巴克利，88歲，美國棒球運動員。[56]
- 格茨·弗里德里希，70歲，德國歌劇和戲劇導演。[57]
- Knud W. Jensen，84 歲，丹麥商人和藝術收藏家。[58]
- 羅莎·金，61歲，美國爵士樂和藍調音樂家。
- 多蘿西·柯比，80歲，美國高爾夫球手。
- 利伯塔德·拉馬克，92歲，阿根廷裔墨西哥女演員和歌手，患有肺炎。[59]
- 喬治·蒙哥馬利，84歲，美國演員，心臟病發作。[60]
- JH帕特爾，70歲，印度政治家兼卡納塔克邦首席部長。
- 吉米·斯卡斯，74歲，英國足球運動員。[61]
- Ndabaningi Sithole ，80歲，津巴布韋政治家，羅伯特·穆加貝的競爭對手。[62]

### 13日
- 皮埃爾·德馬涅，97歲，法國歷史學家和考古學家。[63]
- 阿哈倫·哈雷爾，68歲，以色列政治家。[64]
- 傑克·瓊斯，80歲，美國棒球運動員。[65]
- 艾哈德·克拉克，69歲，德國政治家、東柏林市長。
- 陈箴，45歲，華裔法國觀念藝術家，癌症。[66]

### 14日
- Enoch Dumbutshena，80歲，津巴布韋法官，肝癌。
- 艾倫·豪，73歲，美國政治家。
- 羅傑·朱德林，91歲，法國作家、文學評論家。[67]
- 米羅斯拉夫·伊万·盧巴喬夫斯基，82歲，烏克蘭天主教主教。
- 約翰·曼肯，78歲，美國籃球運動員。[68]
- 帕維爾·普洛特尼科夫，80歲，蘇聯空軍將軍。
- 烏爾迪斯·普西蒂斯，63歲，拉脫維亞演員、編劇和電影導演，肺栓塞。
- 石勒蘇益格-荷爾斯泰因州瑪麗·亞歷山德拉公主，73歲，德國貴族。
- 艾爾·文森特，93歲，美國棒球運動員、經理、教練和球探。[69]

### 15日
- 喬治·阿爾科克，88歲，英國天文學家。
- ZW Birnbaum，97歲，波蘭裔美國數學家和統計學家。[70]
- 約瑟夫·布恩斯，57歲，比利時賽車手，遭遇交通事故。[71]
- 哈里斯·布爾基奇，26歲，南斯拉夫籃球運動員
- 布巴·弗洛伊德，83歲，美國棒球運動員。[72]
- 伊尼戈·加洛，68歲，瑞士喜劇演員、廣播名人、演員，患有肝癌。
- Gour Kishore Ghosh，77歲，孟加拉作家和記者。
- 雅克·戈代，95歲，法國體育記者、環法自行車賽總監。[73]
- 江鵬堅，60歲，台灣政治家，胰腺癌。

### 16日
- 薩阿德·達赫拉卜，阿爾及利亞政治家。
- 藍魔，78歲，墨西哥蒙面摔跤手、演員，心肌梗塞。
- 海因茨·邁爾-萊布尼茨，89歲，德國物理學家。
- 阿蘭-菲利普·馬拉尼亞克，49歲，法國演員，吸入煙霧。[74]
- 維克多·奧烏蘇，76歲，加納政治家和律師。
- 休·平諾克（Hugh W. Pinnock），66歲，美國摩門教領袖，肺纖維化。[75]
- 查克·普拉特（Chuck Pratt），61歲，美國攀岩運動員，心臟病發作。
- 西奧·薩維克（Theo Saevecke），89歲，納粹德國黨衛軍軍官和大屠殺肇事者。

### 17日
- 杰拉爾德·艾爾默，74歲，英國歷史學家。[76]
- 彼得·巴雷特，65歲，美國水手和奧運會冠軍。[77]
- 熱拉爾·布萊恩，70歲，法國演員兼電影導演，癌症。[78]
- 哈羅德·羅茲，89歲，美國音樂發明家，肺炎。[79]
- 埃里希·施密德，93歲，瑞士指揮家。[80]

### 18日
- 帕迪·巴里，72歲，愛爾蘭投手。
- 哈爾·考爾，83歲，美國LGBT權利活動家、美國陸軍退伍軍人，患有充血性心力衰竭。
- 哈里·德沃爾夫，97 歲，二戰期間的加拿大海軍軍官。
- 拉約什·杜奈，58歲，匈牙利足球運動員。[81]
- 斯坦·福克斯，48歲，美國賽車手，交通事故。[82]
- 倫道夫·阿普森·赫斯特，85歲，美國報紙出版商（赫斯特公司）。[83]
- 諾曼·漢弗萊斯，83歲，英國板球運動員。[84]
- Kirsty MacColl，41歲，英國創作歌手，意外死亡。[85]
- Madhavapeddi Satyam，78 歲，印度演員和歌手。
- 喬治·薩維安，84歲，意大利作家。[86]
- 尼克·斯圖爾特，90歲，美國電視和電影演員。[87]

### 19日
- 皮埃爾·阿蘭，96歲，法國登山家。[88]
- 馬哈茂德·巴克西，56歲，庫爾德作家和記者，腎衰竭。[89]
- 雷金納德·貝內特，89歲，英國政治家、精神病學家和畫家。
- 羅布·巴克，42歲，美國音樂家，肝病。[90]
- 米歇爾·登斯，89歲，法國男中音。[91]
- György Györffy，83歲，匈牙利歷史學家。[92]
- Milt Hinton，90歲，美國低音提琴手、攝影師。[93]
- 約翰·林賽，79歲，紐約市第103任市長，患有帕金森病。[94]
- 威廉·莫蘭，79歲，美國亞述學家。[95]
- Lou Polli，99歲，意大利裔美國棒球運動員。[96]
- Son Sann，89歲，柬埔寨政治家和抵抗運動領袖。
- 波普斯·史黛波，85歲，The Staple Singers的創始人，秋天。[97]
- 勞倫斯·惠斯勒，88歲，英國詩人和藝術家。[98]

### 20日
- 比爾·克拉克，68歲，加拿大足球運動員，患有帕金森病。
- 米爾扎·古拉姆·哈菲茲，80歲，孟加拉國政治家、政治家和慈善家。
- 理查德·哈扎德，79歲，美國電視作曲家、指揮家和詞曲作者，患有癌症。[99]
- 阿德里安·亨利，68歲，英國詩人、畫家（利物浦詩人）。[100]
- 耶路撒冷宗主教迪奧多羅斯，77歲，耶路撒冷希臘東正教宗主教（1980—2000年），糖尿病。[101]
- 賽義德·阿卜杜勒·馬利克，81歲，印度阿薩姆作家。
- 亞歷山大·拉姆齊，80歲，英國貴族。[102]

### 21日
- 羅伯·埃廖爾，70歲，土耳其足球運動員。[103]
- 阿爾弗雷德·J·格羅斯，82歲，美國發明家、移動無線通信領域的先驅。[104]
- 弗洛倫斯·肯尼迪，84歲，美國律師、女權主義者、民權倡導者和活動家。[105]
- 約翰·李，72歲，澳大利亞演員。
- 愛德華·米勒，85歲，英國歷史學家（劍橋菲茨威廉學院碩士）。[106]
- 斯蒂芬·A·米切爾，54歲，美國臨床心理學家和精神分析學家。[107]
- Gord Reay，57歲，加拿大陸軍軍官，遭遇交通事故。
- 德里克·特雷維斯，58歲，英國足球運動員。
- 雷納特·範·埃爾斯蘭德，84歲，比利時政治家。

### 22日
- 莉安內拉·卡瑞爾，73歲，意大利電影演員兼編劇。[108]
- 朱塞佩·科爾納戈，77歲，意大利大獎賽摩托車公路賽車手。
- 赫尔曼·费什巴赫，83歲，美國物理學家。[109]
- 維陶塔斯·庫拉考斯卡斯，80歲，立陶宛籃球運動員、教練。
- 斯圖爾特·蘭卡斯特，80歲，美國演員。
- 康妮·麥克雷迪，79歲，美國記者和政治家，中風並發症。[110]
- 艾倫·斯梅瑟斯特，73歲，英國民謠歌手，心臟病發作。[111]

### 23日
- 徐有庠，89歲，臺灣實業家及富豪。
- 威爾弗雷德·阿瑟，81歲，二戰期間澳大利亞皇家空軍王牌戰鬥機。
- 拉里·貝克，63歲，美國橄欖球運動員。[112]
- 比利·巴蒂，76歲，美國演員，心力衰竭。[113]
- 蘇珊·伯曼，55歲，美國記者兼作家，兇殺案。[114]
- 維克多·博爾赫，91歲，丹麥裔美國喜劇演員和鋼琴家。[115]
- Vinal G. Good，94歲，來自緬因州的美國政治家和律師。
- Aage Haugland，56歲，丹麥歌劇男低音，癌症。[116]
- 努爾·賈汗，74歲，巴基斯坦女演員和歌手
- Louis Leprince-Ringuet，99歲，法國物理學家、散文家和科學史家。[117]
- 吉米·尚德，92歲，蘇格蘭音樂家。[118]

### 24日
- 霍勒斯·巴克，93歲，美國生物化學家和微生物學家。[119]
- 約翰·庫珀，77歲，英國汽車設計師（庫珀汽車公司）。[120]
- 薩德克·希拉爾，70歲，埃及裔美國放射科醫生。[121]
- 徐廷柱，85歲，韓國詩人、學者。
- 薩迪克·卡塞利，86歲，阿爾巴尼亞藝術家。
- 尼克·馬西，73歲，《四季》的貝斯歌手兼貝斯吉他手，癌症。[122]
- 海倫娜·帕約維奇，21歲，塞爾維亞花樣滑冰運動員，交通事故。
- 丹·特克，38歲，美國橄欖球運動員，患有睾丸癌。
- 霍華德·耶格斯，75歲，美國橄欖球運動員。
- 勞倫斯·奇澤姆·楊，95歲，美國數學家。

### 25日
- 莫克勤，爱尔兰圣高龙庞外方传教会神父，中國圣母军始創人。
- 特魯斯·鮑邁斯特，93歲，荷蘭自由泳運動員和奧運會選手。[123]
- 德西奧·埃斯特維斯，73歲，巴西足球運動員兼教練。
- 喬治·費根鮑姆，71歲，美國籃球運動員。[124]
- 羅伯特·弗朗西斯·加納，80歲，美國羅馬天主教主教。
- 喬·吉列姆，49歲，美國橄欖球運動員，可卡因過量。[125]
- Dheerendra Gopal，60歲，印度電影和舞台演員，黃疸發作。
- 尼爾·霍克，61歲，澳大利亞板球運動員。[126]
- 威拉德·範·奧曼·蒯因，92歲，美國分析傳統哲學家和邏輯學家。[127]
- 山姆·薩維特，83歲，美國馬術藝術家、作家和書籍插畫家。[128]
- 維布蒂·納拉揚·辛格，73歲，印度梵文學者、貝拿勒斯王公。
- Peter W. Staub，90歲，Swish 演員和歌手。
- 伊格納西·特沃欽斯基，89歲，波蘭網球運動員兼教練。

### 26日
- 約翰·科塔，71歲，美國橄欖球運動員和教練。
- 何塞·埃爾南德斯·德爾加迪略，73歲，墨西哥畫家和壁畫家。
- 米拉·金斯伯格，91歲，俄羅斯文學翻譯家、兒童作家。
- 裡奧·戈登，78歲，美國性格演員，心力衰竭。[129]
- 艾倫·哈里斯，84歲，英國工程師。
- 沃爾特·海斯，英國記者兼企業高管，肺癌。
- Magik，22歲，波蘭說唱歌手，跳樓自殺。
- 小約翰·麥克利，78歲，澳大利亞政治家。
- 小赫爾曼·尼克森，87歲，美國海軍陸戰隊中將。
- 傑森·羅巴茲，78歲，美國演員，奧斯卡獎得主（1977年，1978年），肺癌。[130]
- 古斯特·扎納斯，87歲，美國橄欖球運動員。[131]

### 27日
- 威廉·哈內斯·艾爾斯，84歲，美國政治家，患有心臟病和腎病。[132]
- 馬克·布瓦洛，68歲，加拿大冰球教練和運動員。[133]
- 沃爾特·斯坦利·基恩，85歲，美國抄襲者。[134]
- 傑克·麥克維亞，86歲，美國木管樂器演奏家和樂隊指揮。[135]
- 弗朗西斯·薩姆納·梅里特，87歲，美國畫家、藝術教師。
- 羅伊·帕蒂，83歲，美國棒球運動員。[136]

### 28日
- 愛德華·阿多諾，80歲，德國政治家、聯邦議院議員。
- 阿米努丁·達加爾，77歲，印度Dhrupad歌手。[137]
- 謝爾蓋·格里先科，53歲，蘇聯高山滑雪運動員和奧運會選手。[138]
- 阿諾德·哈茨內克，102歲，奧地利裔美國醫生。[139]
- William X. Kienzle，72歲，美國牧師和作家（《玫瑰經謀殺案》《死神戴紅帽子》），心臟病發作。

### 29日
- 雷娜塔·卡拉雷托，77歲，意大利高山滑雪運動員和奧運會選手。[140]
- 赫伯特·哈爾珀特，89歲，美國人類學家和民俗學家。[141]
- 雅克·洛朗，81歲，法國作家兼記者，自殺。[142]
- 伍德利·劉易斯，75歲，美國橄欖球運動員，心臟和腎臟問題。[143]

### 30日
- 湯姆·布洛姆，80歲，挪威足球運動員。[144]
- 詹姆斯·C·科曼，80歲，美國政治家（加州第21和第22國會選區美國代表）。[145]
- 朱利葉斯·J·愛潑斯坦，91歲，美國編劇（《卡薩布蘭卡》、《砷與老花邊》、《魯本》、《魯本》），奧斯卡獎得主（1944年）。[146]
- 約翰·哈登，86歲，美國耶穌會神父、作家、神學家。
- 萊昂內爾·赫伯特，72歲，美國職業高爾夫球手。[147]
- 魯道夫·施奈德，71歲，瑞士射擊運動員、奧運會銀牌得主。[148]
- 沃爾特·湯姆森，88歲，美國射擊運動員、奧運會銀牌得主。[149]
- 伊薩卡斯·維斯塔內基斯，90歲，立陶宛國際象棋棋手。
- Bohdan Warchal，70歲，斯洛伐克小提琴家。[150]

### 31日
- 艾倫·克蘭斯頓，86歲，美國政治家，加利福尼亞州美國參議員（1969-1993）。[151]
- 塞巴斯蒂安·德·格拉齊亞，83歲，美國哲學家。
- 路易斯·雷內·德·福雷，82歲，法國作家。[152]
- 哈里·多里什，79歲，美國棒球運動員。[153]
- 韋恩·格拉斯哥，74歲，美國籃球運動員。[154]
- 何塞·格雷科，82歲，意大利裔美國弗拉門戈 舞者和編舞家。[155]
- Binyamin Ze'ev Kahane，34歲，以色列拉比和定居者，中彈。[156]
- 安妮·麥克納滕，92歲，英國小提琴家。[157]
- Tanaquil Le Clercq，71歲，法國芭蕾舞演員（紐約城市芭蕾舞團），肺炎。[158]
- 肯尼思·李·派克，88歲，美國語言學家、人類學家。[159]
- Bekzat Sattarkhanov，20歲，哈薩克斯坦拳擊手和奧運會選手，發生交通事故。[160]
- 埃德娜·薩維奇，64歲，英國流行歌手。
- 艾迪·謝弗，38歲，美國鄉村搖滾音樂家，吸食海洛因過量。
- VVK Valath，82歲，印度作家、詩人和馬拉雅拉姆語歷史學家。